# Племя Индиго
Племя Индиго (англ. Indigo Tribe) — вымышленная организация, появлявшаяся в комиксах компании DC Comics. 
Дебютировала в Green Lantern (vol. 4) #25  в декабре 2007 года и была создана писателем Джеффом Джонсом и художником Итаном Ван Скивером.

## Биография
Племя Индиго — один из семи Корпусов Эмоционального Спектра; они пользуются кольцами силы цвета индиго, подпитываемые от сострадания, а также посохами для подзарядки колец вместо батарей и фонарей, как другие Корпуса. Они стали одними из главных персонажей кроссовер-серии «Темнейшая ночь». Ведут затворнический образ жизни, поэтому до войны в «Темнейшей ночи» о них не было ничего известно.
Первое значимое появление Индиго случилось в Blackest Night: Tales of the Corps #1 в июле 2009 года. О них мало что известно — в рекламных материалах к сюжету «Темнейшая ночь» они описываются как доселе неизвестные никому создания во вселенной DC Universe. Художник Итан Ван Скивер, создавая первоначальный дизайн внешнего вида Племени Индиго, основывался на том, что они бросили всё и посвятили себя состраданию: их одежда минимально прикрывала тело, была простого ручного пошива и тело было отмечено символом Племени Индиго, а также каждый из них держал в руках посох, который они использовали как батарею для зарядки кольца. Цель корпуса — распространение доброй воли и миротворческих целей по Вселенной. Гансет и Сайд, лидеры Корпуса Голубых Фонарей, хотели заключить союз с Племенем Индиго по договорённости с их лидером — девушкой-инопланетянкой Индиго-1.

### Темнейшая ночь
В своём первом появлении Индиго-1 и её группа были показаны во время путешествия через пустыню на одной из планет сектора 3554, во время которого они наблюдают взрывы в небе жёлтого и зелёного цветов. Следуя на дым, оставшийся на месте конфликта, Племя Индиго решило вмешаться. Прибыв на место столкновения, они находят одного из раненых Зелёных Фонарей, который говорит им, что это сделало «существо, которое не знает пощады». Несмотря на то, что ему требовалась медицинская помощь, он советует Племени Индиго остаться в стороне и не привлекать внимание нападавшего, но Индиго-1 игнорирует его и говорит что-то на неизвестном языке. Когда Зелёный Фонарь просит своё кольцо перевести ему речь Индиго, кольцу не удаётся это сделать, несмотря на то, что в его арсенале все известные языки Вселенной. Индиго-1, встав на колени рядом с ним, кладёт его руку на его сердце и создаёт простую конструкцию из зелёного света, которая душит его, пока он не умер.
После смерти Зелёного Фонаря появляется его противник — один из членов Корпуса Синестро. Попытавшись напасть на Индиго-1, он стреляет в неё пучком жёлтой энергии, но она легко её поглощает и при помощи своего кольца (которое произносит: «страх») создаёт огромную конструкцию из жёлтого света, которая побеждает её противника при помощи его же страха.
Индиго-1 и Мунк прибывают на Землю, чтобы помочь Зелёному Фонарю, Флэшу и Атому противостоять атаке Корпуса Чёрных Фонарей. Их кольца оказались крайне эффективны против колец Чёрных Фонарей. Когда Индиго-1 перенимает зелёную энергию кольца Хэла Джордана, ей с лёгкостью удаётся уничтожить двух Чёрных Фонарей — Удлиняющегося Человека и Сью Дибни. Мунк и Индиго-1 телепортируют группу в Зал Справедливости, где выясняется, что они могу говорить по-английски, «если захотят». Индиго-1 рассказывает, что в начале во Вселенной была только тьма, пока свет не стал достаточно сильным, чтобы противостоять ей. Когда тьма наносит ответный удар, она разрушает свет на семь цветов, которые стали цветами эмоционального спектра силы. Если все семь корпусов соединятся, то смогут воссоздать тот белый свет, что победит тьму Чёрных Фонарей и разрушит их источник питания.
Прежде, чем Чёрным Фонарям удаётся ворваться в Зал Справедливости, Племя Индиго и Хэл Джордан успевают отправиться на планету Замарон, где спасают Синестро и Кэрол Феррис от натиска Чёрных Фонарей. Индиго-1, при помощи Хэла Джордана и Кэрол Феррис, помогает Синестро одержать победу над Монгулом, чтобы вернуть контроль над своим Корпусом. В то же время Мунк телепортируется на планету Оа, помогая Зелёным Фонарям и Стражам Вселенной в противостоянии бывшим товарищам по Корпусу, которые были воскрешены как Чёрные Фонари. Индиго-1 вместе с Хэлом Джорданом, Кэрол Феррис, Святым Уолкером и Синестро отправляются на планету Окаара, чтобы призвать Атроцитуса и Ларфлиза. После того, как им это удаётся, они прибывают на планету Риат и обнаруживают, что уже поздно и Чёрные Батареи Силы уже отправлены на Землю. На Земле Индиго-1 объясняет, что нужно объединить силу, чтобы создать белый свет, который сможет разрушить батареи Чёрных Фонарей, но всё выходит не так, как они задумали: белого света оказывается недостаточно, но на объединения силы реагирует Некрон, став гораздо более сильным, и обращает их в Чёрных Фонарей, несмотря на то, что они были живы, а не мертвы, как бывало ранее.
В Blackest Night #7 появляется существо, известное как «Сущность», которое является воплощением самой жизни во Вселенной. Вскоре Хэл Джордан объединяется с Сущностью и использует его силу, чтобы восстановить воскрешённых в качестве Чёрных Фонарей героев. Группа существ собирается в корпус, который именуется Корпус Белых Фонарей, и они объединяют свои силы, чтобы вернуть к жизни Чёрную Руку — Уильяма Хэнда. Им удаётся изгнать Некрона из живого мира, после чего один из Голубых Фонарей, Святой Уолкер, говорит, что Племя Индиго исчезло. Индиго появляются только в следующем томе комиксов, когда снова возвращаются к кочевому образу жизни, во главе с Мунк и Индиго-1, а также вместе с Уильямом Хендом, закованным в кандалы.

### Светлейший день
В ходе последующего поиска эмоциональных сущностей, Индиго-1 снова отправляется на Землю, где находит фельдшера по имени Шейн Томпсон, и делает его одним из Новообращённых за его сильное чувство сострадания, которое проявилось, когда он помогал раненым во время несчастного случая, будучи сам тяжело раненым. Когда Индиго-1 и Чёрная Рука сталкиваются с Хэлом Джорданом, Барри Алленом, Святым Уолкером и Синестро, Чёрная Рука говорит, что кольцо «вылечило» его, снова вернув к сущности Уильяма Хэнда; это приводит к мысли о том, что члены Племени Индиго не могут испытывать каких-либо эмоций без колец. Кроме того, учитывая роль Чёрной Руки в событиях «Чёрной ночи», Хэл Джордан делает вывод, что все из Племени совершали злодеяния в прошлом. Племя Индиго предлагают оставшимся своё попечение и место в Племени, но Хэл Джордан отвергает предложение, решив, что не может доверять им.

### Тайна племени Индиго
После событий Войны Зелёных фонарей Синестро вновь стал зелёным фонарём, а Хэл Джордан выгнан из корпуса.Синестро копирует своё кольцо, чтобы неофициально взять Хэла Джордана в напарники. Синестро после сделанной работы оставляет Хэла Джордана на Земле с кольцом, но без фонаря. Но Синестро вновь потребовалась помощь Хэла. Хэл ответил отказом и внезапно появляется племя Индиго и похищает их. Синестро промывают мозги и заставляют стать членом Племени Индиго. Хэл Джордан тоже пойман. Он разговаривает с Чёрной Рукой, ставшим членом Племени Индиго. Хэл обманом заставляет Чёрную Руку переключиться на цвет Воли и заряжает своё кольцо. Хэл сбегает и скрывается в джунглях, там он находит существо по имени Натромо. В беседе с ним Хэл узнаёт, что «Nok» - это название планеты, а также фраза «Да пребудет с тобой сострадание».
Натромо и Абин Сур когда-то давно изгнали с Nok работорговцев и нашли пещеру с источником силы Индиго. Абин Сур опасаясь будущего, совместно с Натромо создают Племя Индиго. Первым фонарём становится убийца дочери Абин Сура — Ирокко, ставшей называть себя Индиго-1. По мнению Абин Сура в Племени Индиго должны находиться самые злостные преступники галактики в качестве искупления за свои грехи. По этому кольцо Племени Индиго меняет разум владельца, заставляя его чувствовать сострадание. План Абин Сура был прост — заставить Стражей проявить сострадание благодаря кольцам Индиго.
Натромо предрекает события Темнейшей ночи. Узнав, что Темнейшая ночь уже была, Натромо делает ещё одно предсказание. Стражи хотят заменить Корпус Третьей армией, освободив Первого фонаря. Натромо возлагает все надежды на Абин Сура. Узнав правду, Натромо выключает Центральную батарею и в страхе бежит. Племени Индиго возвращается их сущность воров и убийц. Хэл и Синестро находят Натромо, но тот не может починить Центральную батарею без Искры света Индиго. Тут появляется Ирокко, она переборола свою сущность убийцы, чувствуя сколько страданий причинила людям. Это и есть искра племени Индиго. Центральная батарея снова работает, а это значит что Синестро снова пленник племени Индиго. Хэл просит отпустить Синестро, беря его тем самым под свою опеку.

## Состав
В Blackest Night: Tales of the Corps #1 Племя Индиго описан как Корпус, который ведёт кочевой образ жизни. Индиго-1 также говорит, что они избегают любой индивидуализации, например, имён. При взаимодействии с членами других Корпусов некоторые члены позволяют называть себя по именам:
- Индиго-1: женщина-инопланетянка с бледной кожей, лидер Корпуса. В отличие от двух членов племени, носит одежду цвета индиго. В ходе событий «Чёрной ночи» вместе с Хэлом Джорданом собирала представителей из разных Корпусов для борьбы с Корпусом Чёрных Фонарей[9]. Утверждает, что однажды встретилась с Абин Суром, когда была «эгоистична и с большим самомнением».
- Мунк: инопланетянин, который выступает в качестве второго лидера Племени Индиго[10].
- Рэй Палмер (сектор 2814): профессор, так же известен как супергерой по прозвищу Атом; был приглашён в Корпус в качестве заместителя во время «Чёрной ночи» и после покинул его[16][17].
- Уильям Хэнд: бывший суперзлодей Чёрная Рука и лидер Корпуса Чёрных Фонарей; появлялся в Blackest Night #8 и в Green Lantern #56 в неназванном космическом секторе вместе с остальными членами Племени Индиго.
- Шейн Томпсон: человек, фельдшер по профессии, пострадал во время несчастного случая вместе со многими людьми, и, несмотря на травмы, пытался помочь раненым. Был приглашён в Корпус за своё обострённое чувство сострадания, позже покинул его после того, как попал в плен Кроны[15].

## Оружие
Племя Индиго использует силу фиолетового цвета спектра силы, которая подпитывается от сострадания. В интервью создатель Джефф Джонс сказал о Племени: «Я был очень осторожным при создании концепции Племени Индиго, потому что они представляют собой не то, на что все рассчитывают, и действуют иначе, нежели все ждут».
Индиго обладают теми же базовыми способностями, что и другие корпуса — полётом, защитным щитом, способностью создавать энергетические конструкции, кроме того они — эмпаты, способны на небольшой промежуток времени перенимать и использовать силу других цветов эмоционального спектра, это они называют «сопереживанием» им, а также способны внушать сострадание другим. Члены Племени способны телепортироваться в любую точку вселенной, но это требует большого количества энергии кольца и используется в редких случаях. В ходе сюжета «Темнейшая ночь» Индиго часто совмещали свои силы с силами других Корпусов, что способствовало их увеличению. Позже выяснилось, что Индиго не способны испытывать никаких эмоций, кроме сострадания, и то только тогда, когда находятся в контакте с кольцом силы.
Так же, как и другие Корпуса, Индиго используют клятву, для того, чтобы зарядить свои кольца от посохов. Передать значение клятвы можно лишь приблизительно, так как Индиго говорят на собственном языке, понять который не может ни одно кольцо силы (новому члену Племени знание языка передаётся через кольцо):

Tor lorek san, bor nakka mur,
Natromo faan tornek wot ur,
Ter lantern ker lo Abin Sur,
Taan lek lek nok — Formorrow Sur!
Приблизительный смысл клятвы:
Сторонники Натромо клянутся не возвращаться к своей грешной жизни (многие из них были маньяками), помнить об Абин Суре и сохранять сострадание в темнейшую ночь и в светлейший день.
— Индиго-1, Blackest Night #5 (январь, 2010)
В тексте присяги можно заметить имя ныне умершего Зелёного Фонаря Абин Сура, который является их символом..